# Ishima (Tokushima)
Ishima (jap. 伊島) ist eine japanische Insel im Kii-Kanal der Seto-Inlandsee. Sie gehört verwaltungstechnisch zur Gemeinde Anan der Präfektur Tokushima.

## Geografie
Die 1,45 km² große Insel liegt am Südende des Kii-Kanals und stellt den östlichsten Punkt der Shikoku vorgelagerten Inseln dar. Die höchste Erhebung ist der 124 m hohe Noroshi-yama (のろし山) im Osten der Insel, auf dem gegen Ende der Edo-Zeit (19. Jahrhundert) ein Signalfeuer (noroshi) stand, dass bei Ankunft von ausländischen Schiffe warnte. Heute befindet sich dort ein Leuchtturm.
Getrennt durch einen 200 m breiten Kanal befindet sich im Westen die Insel Maejima (前島; 33° 50′ 30″ N, 134° 48′ 13″ O) und 30 m nordwestlich von dieser Tanago-jima (棚子島; 33° 50′ 45″ N, 134° 47′ 53″ O). 10 m südöstlich vor Ishima liegt das Eiland Mizushima (水島; 33° 50′ 35″ N, 134° 49′ 10″ O).
Die Inseln gehören administrativ zum Ortsteil Ishima-chō der Gemeinde Anan. Die 190 Einwohner (2014) wohnen im Nordwesten von Ishima, während sich auf Maejima nur Hafenanlagen befinden.

## Natur
Im Nordwesten der Insel befindet sich ein Sumpfgebiet, das die Heimat seltener Insektenarten ist und daher vom Umweltministerium als eines der „500 wichtigsten Sümpfe Japans“ ausgezeichnet wurde.
Die Insel ist zudem das einzige Habitat einer Form der Lilium japonicum (Ishima-Sasayuri). Bis vor wenigen Jahrzehnten waren die Hügel der Insel mit den pinken Lilien bedeckt, da die Einwohner abwechselnd alle 20 Jahre einzelne Hügelhänge für Brennholz rodeten und sie Lebensraum für diese schufen, während die zuvor gerodeten sich währenddessen wieder natürlich aufforsteten. Mit der Umstellung auf Erdgas entfiel dieses und die Wälder verwilderten, wobei die Lilien ihr Habitat verloren. Heute ist es Tradition, dass die Schüler der Mittelschule der Insel die Lilienpopulationen bewahren und Lilien zur Finanzierung ihrer Klassenfahrten an die Inselbewohner verkaufen.